# John Silver
John Silver er et svensk tobaksmærke, der blev lanceret i 1947. Cigaretten var den første American blend-cigaret i Sverige, og den blev opkaldt efter den fiktive pirat Long John Silver fra bogen Skatteøen. Senere blev sortimentet udvidet med filtercigaretter og rulletobak. Tobaksblandingen er af Virginia- og Burleytobak.

## Varianter
|             | Tjære | Nikotin | Kulilte |
| ----------- | ----- | ------- | ------- |
| Uden filter | 10 mg | 1 mg    | 9 mg    |
| Med filter  | 10 mg | 1 mg    | 9 mg    |
| Indtil 1999 | 14 mg | 1,4 mg  | 10 mg   |